# Corning (Kalifornia)
Corning város az Amerikai Egyesült Államok Kalifornia államában, Tehama megyében. Lakosainak száma 8244 fő (2020. április 1.).

## Népesség
A település népességének változása:

| 2010 | 7 663 |
| 2020 | 8 244 |